# ایوان دوم زاکاریان
ایوان دوم زاکاریان ( انگلیسی: Ivane II Zakarian؛ ) نجیب‌زاده ارمنی‌تبار اهل پادشاهی متحد گرجستان است که در سده ۱۳ میلادی می‌زیست.